# العلاقات الجورجية الغينية
العلاقات الجورجية الغينية هي العلاقات الثنائية التي تجمع بين جورجيا وغينيا.

## مقارنة بين البلدين
هذه مقارنة عامة ومرجعية للدولتين:
| وجه المقارنة                                              | جورجيا                          | غينيا       |
| --------------------------------------------------------- | ------------------------------- | ----------- |
| المساحة (كم2)                                             | 69.70 ألف                       | 245.86 ألف  |
| عدد السكان (نسمة)                                         | 3.72 مليون                      | 12.72 مليون |
| الكثافة السكانية (ن./كم²)                                 | 53.37                           | 51.74       |
| العاصمة                                                   | تبليسي، كوتايسي                 | كوناكري     |
| اللغة الرسمية                                             | اللغة الجورجية، اللغة الأبخازية | لغة فرنسية  |
| العملة                                                    | لاري جورجي                      | فرنك غيني   |
| الناتج المحلي الإجمالي (بليون دولار)                      | 15.16 مليار                     | 10.50 مليار |
| الناتج المحلي الإجمالي (تعادل القوة الشرائية) بليون دولار | 35.68 مليار                     | 15.24 مليار |
| الناتج المحلي الإجمالي الاسمي للفرد دولار أمريكي          | 3.79 ألف                        | 531         |
| الناتج المحلي الإجمالي للفرد دولار أمريكي                 |                                 | 1.22 ألف    |
| مؤشر التنمية البشرية                                      | 0.754                           | 0.411       |
| رمز المكالمات الدولي                                      | +995                            | +224        |
| رمز الإنترنت                                              | .ge، .გე ‏                       | .gn         |
| المنطقة الزمنية                                           | ت ع م+04:00                     | 00          |

## منظمات دولية مشتركة
يشترك البلدان في عضوية مجموعة من المنظمات الدولية، منها:
| علم المنظمة | اسم المنظمة                   | تاريخ انضمام جورجيا | تاريخ انضمام غينيا |
| ----------- | ----------------------------- | ------------------- | ------------------ |
|             | يونسكو                        | 7 أكتوبر 1992       | 2 فبراير 1960      |
|             | الفريق المعني برصد الأرض      | ?                   | ?                  |
|             | مؤسسة التمويل الدولية         | 29 يونيو 1995       | 22 أكتوبر 1982     |
|             | مؤسسة التنمية الدولية         | 31 أغسطس 1993       | 26 سبتمبر 1969     |
|             | منظمة التجارة العالمية        | 14 يونيو 2000       | 25 أكتوبر 1995     |
|             | الاتحاد البريدي العالمي       | ?                   | ?                  |
|             | الأمم المتحدة                 | 31 يوليو 1992       | 12 ديسمبر 1958     |
|             | البنك الدولي للإنشاء والتعمير | 7 أغسطس 1992        | 28 سبتمبر 1963     |

## وصلات خارجية
- موقع وزارة الخارجية الجورجية